# Kirchdorf am Inn
Kirchdorf am Inn é um município da Alemanha, situado no distrito de Rottal-Inn, no estado da Baviera. Tem 31,68 km² de área, e sua população em 2019 foi estimada em 5.396 habitantes.